# Pamplemousses
Pamplemousses é um dos nove distritos da Maurícia, localizado na parte noroeste da ilha. Possui uma área total de 179 km² e uma população estimada em cerca de 122.352 habitantes, conforme dados do censo de 2015. Sua sede administrativa é a vila de Fond du Sac.
O distrito é conhecido por abrigar o famoso Jardim Botânico de Pamplemousses, também chamado de Jardim Sir Seewoosagur Ramgoolam, um dos mais antigos do hemisfério sul, fundado durante o período colonial francês no século XVIII.

## Subdivisões
- Fond du Sac
- Triolet

## Limites
| Noroeste: Port Louis | Norte: Oceano Índico e Riviére du Rempart | Nordeste: Riviére du Rempart |
| Oeste: Oceano Índico | Pamplemousses                             | Leste: Riviére du Rempart    |
| Sudoeste: Port Louis | Sul: Moka                                 | Sudeste: Flacq               |